# Pleocola limnoriae
Genre
Espèce
Pleocola limnoriae, unique représentant du genre Pleocola, est une espèce de tardigrades de la famille des Styraconixidae. 

## Distribution
Cette espèce est endémique de l'océan Atlantique Nord.
Elle a été découverte au large de Roscoff en France.

## Étymologie
Cette espèce est nommée en référence à Limnoria lignorum dont elle est commensale.

## Publication originale
- Cantacuzène, 1951 : Tardigrade marin nouveau, commensal de Limnoria lignorum (Rathke). Comptes rendus hebdomadaires des séances de l'Académie des sciences, Paris, vol. 232, p. 1699-1700 (texte intégral).